# Ferromolybdène
Le ferromolybdène est un ferroalliage de fer et molybdène avec une proportion de 60 à 75 % de molybdène.

## Production
L'alliage se forme par chauffage d'un mélange de trioxyde de molybdène (MoO3), d'aluminium et de fer. L'oxyde et l'aluminium réagissent par réaction aluminothermique en formant du molybdène in situ.